# 相馬誠胤
相馬 誠胤（そうま ともたね）は、幕末の大名。陸奥中村藩第13代（最後）の藩主。相馬氏第29代当主。前藩主・相馬充胤の次男。初名は季胤（すえたね）。通称は吉次郎、吉太郎。官位は従五位下、因幡守。明治に入り、贈正四位、子爵。相馬事件の当事者としても知られる。

## 生涯
嘉永5年8月5日（1852年9月18日）、中村藩12代藩主・相馬充胤の次男として生まれた。安政5年（1858年）7月23日、父・充胤の嫡子となる。慶応元年（1865年）3月15日、将軍徳川家茂に拝謁する。同年4月24日、充胤の隠居により家督を相続する。同年12月25日、従五位下・因幡守に叙任。幕末の動乱期は、小藩のために主体的な行動をとれなかった。

### 戊辰戦争
慶応4年（1868年）2月、鳥羽・伏見の戦いにおける徳川幕府軍の敗北を受けて家老を上洛させた。その後、両隣の磐城平藩と仙台藩など東北諸藩の行動にあわせて奥羽越列藩同盟に参加し、長州藩や薩摩藩が率いる新政府（明治政府）と交戦した。7月7日、遊撃隊および請西藩主の林忠崇らが転戦（敗走）してきたため、これを歓待した。ただし相馬藩老臣らはこれらを喜ばなかった。8月6日には明治政府に降伏して中村城は開城し、8月9日には父・充胤とともに長松寺に入り、謹慎した。
明治2年（1869年）6月22日、誠胤は中村藩知事になった。同年9月2日、正五位に叙位。明治4年（1871年）7月14日、廃藩置県により知藩事免職となった。その後、慶應義塾に入塾した。

### 相馬事件
明治12年（1879年）4月14日、親族らは精神的な病気を理由に誠胤の自宅監禁を宮内省に願い、翌日許可された。親族によると、幕末の頃から短気な気質が見られ、明治9年（1876年）頃より精神に変調があり、細事に疑心を起こして憤怒乱行するようになったという。明治10年（1877年）には囲碁の勝敗を巡って激高し、家扶を槍で突こうとして止められ、日光へ保養に出かけた間に、8畳間に鉄棒を巡らせた座敷牢が邸内に造られ、帰宅後そこに閉じ込められた。
これに対し、明治16年（1885年）12月10日、旧中村藩士錦織剛清は、足尾銅山への投資の成功などで富裕な相馬家の財産横領をはかる異母弟相馬順胤らの不当な監禁であるとして、誠胤の解放などを申し入れた。いわゆる相馬事件の始まりである。錦織は相馬家を不法監禁・財産横領で告訴した。一方、相馬家も弁護士・星亨を雇い、錦織を誣告罪で告訴した。
誠胤は明治17年（1884年）にはひとり言を発するようになり、「人を殺す」などと言い、相馬家の依頼で誠胤を診察していた榊俶、ベルツの明治24年（1891年）の報告によると、何事もなく過ごしているかと思えば突然挙動が活発になり、音声高く多弁となり、夜間には天井から難詰する男女の声がするなど幻聴があり、咽頭部に苦悶を覚え、足踏みをし、眼光鋭くなり、看護人らに暴行を加えることもあったという。
明治25年（1892年）2月22日、訴訟の泥沼化する中で誠胤は死去した。享年40（満39歳没）。錦織は、誠胤の死を毒殺であると訴え、遺体解剖が行われた。しかし解剖の結果、毒殺でないと判定され、錦織は誣告罪で重禁錮4年の刑が確定するに至った。死因は糖尿病とされている。なお、明治17年（1884年）7月7日、相馬誠胤は子爵になっており、爵位は弟の順胤に継承された。同年12月、従四位に昇叙した。

## 家族
父母
- 相馬充胤（父）
- 大貫千代、真明院 ー 側室（母）

妻
- 戸田京子 ー 戸田光則の娘[注釈 1]

側室
- 東明繁

子女
- 織田信恒[注釈 2]（長男）生母は繁（側室）

養子
- 相馬順胤 ー 実弟